# Géoécologie

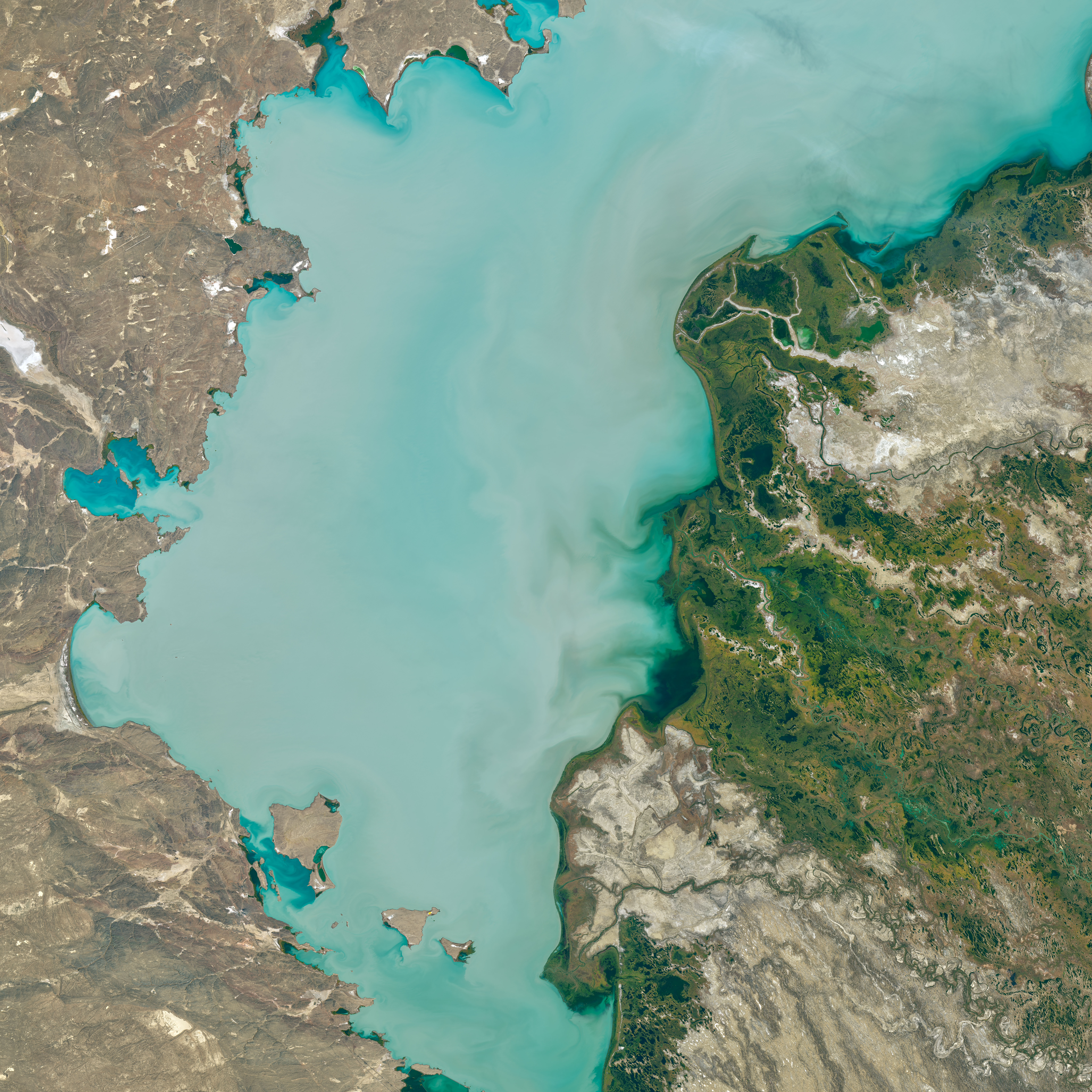
Les deux lacs sont situés dans une région aride de l'Asie centrale

La géoécologie est une science de la terre qui se situe entre géographie physique, géologie et biologie. C'est une sous-discipline des sciences de l'environnement et des géosciences . La géoécologie se concentre sur la prise en compte des systèmes environnementaux naturels et de leur influence par les humains

## Histoire
Le terme « géoécologie » a été utilisé pour la première fois par le géographe Carl Troll en 1966 comme traduction anglaise de l' écologie du paysage qu'il a fondée. Dans le monde anglo-saxon, cependant, le terme ne pouvait pas prévaloir contre la traduction littérale « écologie du paysage ».
Le cours indépendant de géoécologie et la conception de la géoécologie en tant que science de l'environnement ont été fondés à Bayreuth en 1978, en grande partie à l'initiative de l'hydrologue Reimer Herrmann (de) . Le cours a été créé comme un dérivé de la géographie, de sorte qu'à Bayreuth, la géographie physique puisse également s'appuyer sur les cours de géoécologie et vice versa. La géoécologie est disponible comme programme d'études indépendant principalement en République fédérale d'Allemagne. Dans les pays anglophones, le terme « études environnementales » existe.